# Hindusthan Cables Town
Hindusthan Cables Town là một thị trấn thống kê (census town) của quận Barddhaman thuộc bang Tây Bengal, Ấn Độ.

## Nhân khẩu
Theo điều tra dân số năm 2001 của Ấn Độ, Hindusthan Cables Town có dân số 22.152 người. Phái nam chiếm 52% tổng số dân và phái nữ chiếm 48%. Hindusthan Cables Town có tỷ lệ 79% biết đọc biết viết, cao hơn tỷ lệ trung bình toàn quốc là 59,5%: tỷ lệ cho phái nam là 84%, và tỷ lệ cho phái nữ là 74%. Tại Hindusthan Cables Town, 10% dân số nhỏ hơn 6 tuổi.